# チェンジH
『チェンジH』（チェンジエイチ）は、少年画報社が発行するアンソロジーコミックのシリーズ。
リニューアル創刊された後継の『トランススイッチ』についても併せて解説を行う。

## 概要
『チェンジH』はアンソロジーコミックとして2009年7月に創刊。当初は不定期刊行だったが、後に季刊化された。2011年に休刊し、2012年に復刊。翌2013年に再度休刊し、年内に誌名を変更し『トランススイッチ』としてリニューアル創刊された。トランススイッチまで含めた通巻は第11号が最新となる。定価は、『チェンジH』が各巻980円（税抜）、『トランススイッチ』が各巻1200円（税抜）。

### 創刊、季刊化
「TS（トランス・セクシャル）コミック」と銘打って、異性に転換する物語をテーマにしたアンソロジーを謳っているが、女装・男装の異性装まで幅広く取り扱っている。男の娘を題材にした作品が多く、特に第1号の「pink」ではトランスセクシャルを主題とする作品が全12作品中4作品しか収録されていなかったが、号数を重ねるごとにTS作品の割合が増えていった。各号には「pink」（第1号）・「blue」（第2号）など色の名前が付けられ、タイトル文字のテーマカラーとなっている。当初は単発のアンソロジーコミックとして出発し、のちに季刊となったが、定期刊行物としてではなく、あくまで季刊ペースの単行本となっている。掲載作品の単行本化の際には、専用レーベルとなる「TSコミックス」より刊行される。また、本誌である『チェンジH』自体もアンソロジーコミックであるためTSコミックレーベルでの扱いとなっており、リニューアル後の『トランススイッチ』も同様にTSコミック扱いとなる。
2010年4月26日発売の第3号「yellow」より雑誌コードを取得し、季刊化された。2011年4月15日発売の第7号「white」をもって約1年間7ヶ月の発行休止となった。再開は2012年夏に予定されていたが、同年12月まで延長された。休止中は同社の『月刊ヤングキング』において、2011年9月号（2011年7月19日発売号）から2012年12月号まで、期間限定でチェンジHのシリーズ作品が連載および掲載されていた。
季刊化してから特設公式サイトが設けられたが第7号「white」発売以後も、最新情報は第6号「red」のまま更新停止中。広報担当キャラクターとしてたぬきの「ぽんきち」がいる。

### 復刊、新装刊後
2012年12月19日に新装刊として「チェンジH orange」が発売され、リニューアルに際して表紙のロゴが変更された。その次号である翌年2013年3月29日に発売された「チェンジH peach」において、次号以降は『チェンジH』の誌名を変えて新装し、連載作品は後継誌にて継続すると発表された。
新誌名は『トランススイッチ』に決まり、2013年11月30日発売の「2013WINTER」号より使用されている。新装刊に際して、トランススイッチ第1号である2013WINTER号には「オール新作性転換アンソロジー」とのキャプションが加えられており、異性装作品が排除されている。発行間隔は年4回の季刊刊行（3・6・9・12月発行・前月発売）と発表され、トランススイッチへの新装刊後のペースも季刊ペースであった。
続いてトランススイッチ第2号「2014SPRING」は2014年2月28日に発売されたものの、同号において連載作品の全てが最終回を迎えた。なお、トランススイッチ第3号は刊行予告がなく、終了告知も特にされないままとなっており、2014年5月末以降に続刊は発売されていない。

## 作品一覧

### 連載作品
発行休止期間中の『月刊ヤングキング』におけるチェンジH枠での新連載も含む。
- アカンプリス（六道神士）（チェンジH pink「第1巻」 - チェンジH red「第6巻」）
- えんとらんす!（ポン貴花田）（チェンジH pink「第1巻」 - トランススイッチ 2014SPRING「第2巻」）
- ブルームド イン アクション（塩野干支郎次）（チェンジH pink「第1巻」 - チェンジH white「第7巻」 - 月刊ヤングキング2011年10月号）
- 女装子女（佐野タカシ）（チェンジH pink「第1巻」 -チェンジH white「第7巻」）
- レディーズメイド（春夏秋冬鈴）（チェンジH blue「第2巻」 - 月刊ヤングキング2012年9月号）
- ヒーローの秘密（今村陽子）（チェンジH blue「第2巻」 - 月刊ヤングキング2012年12月号）
- トランスジェニックラボラトリ（厦門潤）（チェンジH blue「第2巻」 - チェンジH white「第7巻」）
- バランスポリシー（吉富昭仁）（チェンジH yellow「第3巻」- トランススイッチ 2014SPRING「第2巻」）
- ポコこん（高内優向）（チェンジH yellow「第3巻」- チェンジH peach「第9巻」）
- とらんす・とらんす（龍炎狼牙）（チェンジ H green「第4巻」 - 月刊ヤングキング2012年5月号）
- のぞむのぞみ（長月みそか）（チェンジ H purple「第5巻」 - トランススイッチ 2014SPRING「第2巻」）
- エクロール（内々けやき）（月刊ヤングキング2011年9月号 - 月刊ヤングキング2012年9月号）[注釈 1]
- ひとよひとよに乙女ごろ（今村陽子）（チェンジH orange「第8巻」 - チェンジH peach「第9巻」）※『月刊ヤングキングアワーズGH』に移籍して継続（シリーズ連載）
- リクリオ（春夏秋冬鈴）（チェンジH orange「第8巻」 - チェンジH peach「第9巻」）[注釈 2]
- クロスキッス（綾杉つばき）　（チェンジH orange「第8巻」 - チェンジH peach「第9巻」）[注釈 3]
- 転生少女[注釈 4]（お子様ランチ）（チェンジH peach「第9巻」 - トランススイッチ 2014SPRING「第2巻」）

※『ヒーローの秘密』、『えんとらんす!』、『レディーズメイド』、『のぞむのぞみ』、『バランスポリシー』、『とらんす・とらんす』の各作品は、『月刊ヤングキング』のチェンジH枠において不定期で掲載されていた。また『エクロール』は例外的に、発行休止期間中に連載開始および終了しており、本編すべてが『月刊ヤングキング』での掲載となった。

### 読切作品
- BOY MEETS GIRL GIRL MEETS BOY（甘詰留太）（チェンジH pink「第1巻」/yellow「第3巻」/green「第4巻」/月刊ヤングキング2012年11月号/orange「第8巻」/peach「第9巻」掲載）
- サロン・ド・エトワール（鈴木晶子）（チェンジH pink「第1巻」）掲載）
- 麗しき（ハート）女装の世界（新井祥）（チェンジH pink「第1巻」/blue「第2巻」掲載）
- フリルプリンセス（夕凪薫）（チェンジH pink「第1巻」/blue「第2巻」掲載）
- ふたみこ（おりもとみまな）（チェンジH pink「第1巻」掲載）
- 具美人（大井昌和）（チェンジH pink「第1巻」掲載）
- ハシる カケる スバる!（TALI）（チェンジH pink「第1巻」/yellow「第3巻」掲載）
- 初めての夜 初めての朝（甘詰留太）（チェンジH blue「第2巻」掲載）
- マンガで分かる心療内科（ゆうきゆう×ソウ）（チェンジH blue「第2巻」掲載）
- ブロッケンブラッドV特別編（塩野干支郎次）（チェンジH blue「第2巻」掲載）
- 滝教授の個人授業（塩崎雄二）（チェンジH yellow「第3巻」掲載）
- フレンズ（おりもとみまな）（チェンジH yellow「第3巻」）
- とあるお部屋の大魔王（石田あきら）（チェンジH green「第4巻」掲載）
- 転入生（おりもとみまな）（チェンジH green「第4巻」掲載）
- ヒカリズム（夕凪薫）（チェンジH green「第4巻」/purple 「第5巻」掲載）
- 夏と川瀬とボクとアレ（甘詰留太）（チェンジH purple 「第5巻」/red「第6巻」掲載）
- グッドモーニング、ちんちん（おりもとみまな）（チェンジH purple 「第5巻」掲載）
- 14年後の少年たち（マサオ）（チェンジH red「第6巻」掲載）
- 男のうちにしたい10のこと（おりもとみまな）（チェンジH red「第6巻」掲載）
- 夏と川瀬とボクとアレ（甘詰留太）（チェンジH purple 「第5巻」/red「第6巻」掲載）
- 私の先輩（甘詰留太）（チェンジH white「第7巻」掲載）
- 魔法就職ラブニート（仮）（石田敦子）（チェンジH white「第7巻」掲載）
- ドールハウス（鷹野久）（チェンジH white「第7巻」掲載）
- 快感☆チェンジ!（吉田悟郎）（チェンジH white「第7巻」掲載）
- 性なる嘘つき（おりもとみまな）（月刊ヤングキング2011年11月号掲載）
- 私の好きな先輩（甘詰留太）（月刊ヤングキング2012年2月号掲載/orange「第8巻」掲載）
- ナカの娘なんていないもん（甘詰留太）（チェンジH orange「第8巻」掲載）
- ヒメ・秘め（七遼）（チェンジH orange「第8巻」掲載）
- ひろむヒロイン計画（吉田悟郎）（チェンジH orange「第8巻」掲載）
- 女装くんと男装ちゃん+α（琴葉とこ）（チェンジH peach「第9巻」掲載）
- リーダー（龍炎狼牙）（チェンジH peach「第9巻」/ トランススイッチ 2014SPRING「第2巻」掲載）
- 女装子女プリズン（佐野タカシ）（チェンジH peach「第9巻」掲載）
- 巫女☆変化（関根亮子）（チェンジH peach「第9巻」掲載）
- ヒメはじめ!（七遼）（チェンジH peach「第9巻」掲載）
- 銀盤トランス・スケーティング（松本ミトヒ。）（トランススイッチ2013WINTER「第1巻」掲載）
- 突発性男女（岸里さとし）（トランススイッチ2013WINTER「第1巻」掲載）
- 銀盤トランス・スケーティング Double（松本ミトヒ。）（トランススイッチ2014SPRING「第2巻」掲載）
- マイセルフ・ガール（岸里さとし）（トランススイッチ2014SPRING「第2巻」掲載）

## 刊行号一覧
| 号 | タイトル                    | ISBN              | 雑誌コード | 発行日         | 発売日         |
| -- | --------------------------- | ----------------- | ---------- | -------------- | -------------- |
| 1  | チェンジH pink              | 978-4-7859-3194-0 | なし       | 2009年07月27日 | 2009年07月13日 |
| 2  | チェンジH blue              | 978-4-7859-3278-7 | なし       | 2009年12月25日 | 2009年12月11日 |
| 3  | チェンジH yellow            | 978-4-7859-3373-9 | 50033-73   | 2010年5月10日  | 2010年04月26日 |
| 4  | チェンジH green             | 978-4-7859-3430-9 | 50034-30   | 2010年8月6日   | 2010年07月23日 |
| 5  | チェンジH purple            | 978-4-7859-3487-3 | 50034-87   | 2010年10月29日 | 2010年10月15日 |
| 6  | チェンジH red               | 978-4-7859-3555-9 | 50035-55   | 2011年2月11日  | 2011年01月28日 |
| 7  | チェンジH white             | 978-4-7859-3605-1 | 50036-05   | 2011年05月13日 | 2011年04月15日 |
| 8  | チェンジH orange            | 978-4-7859-3986-1 | 50039-86   | 2013年1月2日   | 2012年12月19日 |
| 9  | チェンジH peach             | 978-4-7859-5015-6 | 50040-49   | 2013年4月12日  | 2013年03月29日 |
| 10 | トランススイッチ 2013WINTER | 978-4-7859-5173-3 | 50042-09   | 2013年12月14日 | 2013年11月30日 |
| 11 | トランススイッチ 2014SPRING | 978-4-7859-5232-7 | 50042-68   | 2014年3月14日  | 2014年02月28日 |

## TSコミックス
- 単行本であるが、流通段階において「雑誌扱い」とするため、雑誌コードが発行されている。
- 本誌である『チェンジH』および『トランススイッチ』も、アンソロジーコミックであるため、レーベルとしてはTSコミックスに含まれる。
- 判型は原則的にB6判となるが、『のぞむのぞみ』についてはA5判で刊行されている。本誌『チェンジH』および『トランススイッチ』はすべてA5判。
- 本編全話が『月刊ヤングキング』にて連載された『エクロール』（内々けやき）と、『月刊ヤングキングアワーズGH』に移籍した『ひとよひとよに乙女ごろ』（今村陽子）は、TSコミックスではなく「YKコミックス（ヤングキングコミックス）」レーベルにて単行本が刊行された。

| No. | タイトル                                               | 作者           | ISBN              | 雑誌コード | 発行日         | 発売日         | 備考 |
| --- | ------------------------------------------------------ | -------------- | ----------------- | ---------- | -------------- | -------------- | ---- |
| 463 | えんとらんす! 第1巻                                    | ポン貴花田     | 978-4-7859-3463-7 | 50034-63   |                | 2010年09月30日 |      |
| 614 | レディーズメイド 第1巻                                 | 春夏秋冬鈴     | 978-4-7859-3614-3 | 50036-14   |                | 2011年04月30日 |      |
| 615 | アカンプリス                                           | 六道神士       | 978-4-7859-3615-0 | 50036-15   |                | 2011年04月30日 |      |
| 623 | 女装子女 第1巻                                         | 佐野タカシ     | 978-4-7859-3623-5 | 50036-23   | 2011年06月02日 | 2011年05月19日 |      |
| 645 | トランスジェニック・ラボラトリ                         | 厦門潤         | 978-4-7859-3645-7 | 50036-45   |                | 2011年06月24日 |      |
| 694 | ブルームド イン アクション                             | 塩野干支郎次   | 978-4-7859-3694-5 | 50036-94   | 2011年09月23日 | 2011年09月09日 |      |
| 739 | 性なる嘘つき ―おりもとみまなチェンジH短編集            | おりもとみまな | 978-4-7859-3739-3 | 50037-39   | 2011年12月03日 | 2011年11月19日 |      |
| 788 | ヒーローの秘密 第1巻                                   | 今村陽子       | 978-4-7859-3739-3 | 50037-88   |                | 2012年02月20日 |      |
| 894 | えんとらんす! 第2巻                                    | ポン貴花田     | 978-4-7859-3894-9 | 50038-94   |                | 2012年08月08日 |      |
| 921 | レディーズメイド 第2巻                                 | 春夏秋冬鈴     | 978-4-7859-3921-2 | 50039-21   |                | 2012年09月19日 |      |
| 945 | とらんす・とらんす                                     | 龍炎狼牙       | 978-4-7859-3945-8 | 50039-45   |                | 2012年10月19日 |      |
| 967 | バランスポリシー 第1巻                                 | 吉富昭仁       | 978-4-7859-3967-0 | 50039-67   |                | 2012年11月19日 |      |
| 968 | のぞむのぞみ 第1巻                                     | 長月みそか     | 978-4-7859-3968-7 | 50039-68   |                | 2012年11月19日 | A5判 |
| 987 | ヒーローの秘密 第2巻                                   | 今村陽子       | 978-4-7859-3987-8 | 50039-87   |                | 2012年12月19日 |      |
| 050 | BOY MEETS GIRL GIRL MEETS BOY ―甘詰留太チェンジH短編集 | 甘詰留太       | 978-4-7859-5016-3 | 50040-50   |                | 2013年03月29日 |      |
| 119 | クロスキッス                                           | 綾杉つばき     | 978-4-7859-5084-2 | 50041-19   |                | 2013年07月10日 |      |
| 338 | えんとらんす! 第3巻                                    | ポン貴花田     | 978-4-7859-5301-0 |            |                | 2014年05月31日 |      |
| 339 | バランスポリシー 第2巻                                 | 吉富昭仁       | 978-4-7859-5302-7 |            |                | 2014年05月31日 |      |
| 340 | 転生少女図鑑                                           | お子様ランチ   | 978-4-7859-5303-4 |            |                | 2014年05月31日 |      |
| 341 | のぞむのぞみ 第2巻                                     | 長月みそか     | 978-4-7859-5304-1 |            |                | 2014年05月31日 | A5判 |